# 桥湾站 (甘肃省)
桥湾站位于甘肃省酒泉市瓜州县河东乡，建于1956年，是兰新铁路的一个车站。距离兰州站950公里，距上行车站河东站14公里，距下行车站柳沟站21公里。该站隶属兰州铁路局。

## 业务范围
- 客运：办理旅客乘降;行李、包裹托运;
- 货运：办理整车货物发到